# Associazione Sportiva Ginnastica Fanfulla 1874
L'Associazione Sportiva Ginnastica Fanfulla 1874 è una delle polisportive più antiche d'Italia ed ha sede a Lodi. È, attualmente, attiva offrendo corsi di ginnastica artistica, aerobica e scherma. Venne fondata da Tiziano Zalli il 15 agosto 1874 con la denominazione "Società Lodigiana di Ginnastica e Scherma", che divenne "Società Fanfulla di Ginnastica e Scherma" nel 1884, in onore del condottiero medievale Fanfulla da Lodi, poi Associazione Sportiva Fanfulla il 23 giugno 1908, anno in cui costituì, il 28 giugno, la sezione calcio denominata Associazione Calcio Fanfulla.
Nel 1974 la società venne insignita della Stella d'oro al merito sportivo e nel 2013 del Collare d'oro al merito sportivo.

## Le sezioni

### Ginnastica artistica
Le atlete della ginnastica ottennero importanti successi tra gli anni cinquanta e sessanta: 4 titoli italiani assoluti individuali (Licia Macchini nel 1950, Liliana Scaricabarozzi nel 1951 e nel 1954 ed Elisa Calsi nel 1955) e diversi titoli italiani assoluti a squadre; c'è chi ne conta 6 (Bologna 1951, Torino 1953, Firenze 1954, Forlì 1957, Genova 1958 e Perugia 1961) e chi invece, dal momento che non esiste alcun Albo d'oro ufficiale per questi titoli a squadra, ne aggiunge altri 3: Venezia 1950, Genova 1955 e Prato 1959, ritenendo valido il primo posto nella classifica di squadra ottenuto al termine di quei tre Campionati italiani individuali.
Un decimo titolo (Catanzaro 1952) venne perso perché la squadra venne ritirata dall'allenatore Riccardo Fraschini in segno di protesta per la presunta disonestà della giuria nel dare i voti.
Le "Fanfulline" Licia Macchini e Luciana Pezzoni sono state le prime lodigiane in assoluto a partecipare ad una Olimpiade (Londra 1948). 
Le atlete della Fanfulla rappresentarono l'Italia anche alle olimpiadi di Helsinki (1952), Melbourne (1956) e Roma (1960); ai mondiali di Basilea 1950, Roma 1954 e Mosca 1958, ed ai primi Europei femminili di Parigi 1957.

### Scherma
Benché la Fanfulla sia stata fondata nel 1874 come società di ginnastica e scherma, quest'ultima venne attivata solamente il 1º aprile 1875.
La sezione schermistica è stata presente nella Fanfulla fino alla Seconda guerra mondiale. Tornò sullo scenario lodigiano (dopo l'interruzione dovuta a cause belliche) nel 1947 col nome di Sala d'Armi Fanfulla, ma scomparve verso la metà degli anni sessanta.
Nel 2004, dopo circa 40 anni di assenza, la società decise di riattivare la sezione in occasione delle celebrazioni per il 130º anniversario dalla sua fondazione.

## Onorificenze
- Stella d'oro al merito sportivo (1974)
- Collare d'oro al merito sportivo (2013)